# Wikipedia tiếng Phần Lan
Wikipedia tiếng Phần Lan là một phiên bản Wikipedia, một bách khoa toàn thư mở.